# Bečej
Bečej (serbisch-kyrillisch Бечеј, ungarisch Óbecse, deutsch Altbetsche) ist eine Stadt und Gemeinde in Serbien im Bezirk Južna Bačka. Die Stadt hat 25.774 Einwohner und die Gemeinde 40.987 (Zensus 2002). Im Stadtzentrum steht die serbisch-orthodoxe Kirche Hl. Großmärtyrer Georg.
In Bečej mündet der Große Batschka-Kanal in die Theiß, die Bečej von der benachbarten Stadt Novi Bečej (Neu-Betsche) trennt, die sich bereits im Banat befindet.

## Partnerstädte
- Miercurea Ciuc, Rumänien
- Csongrád, Ungarn

## Persönlichkeiten

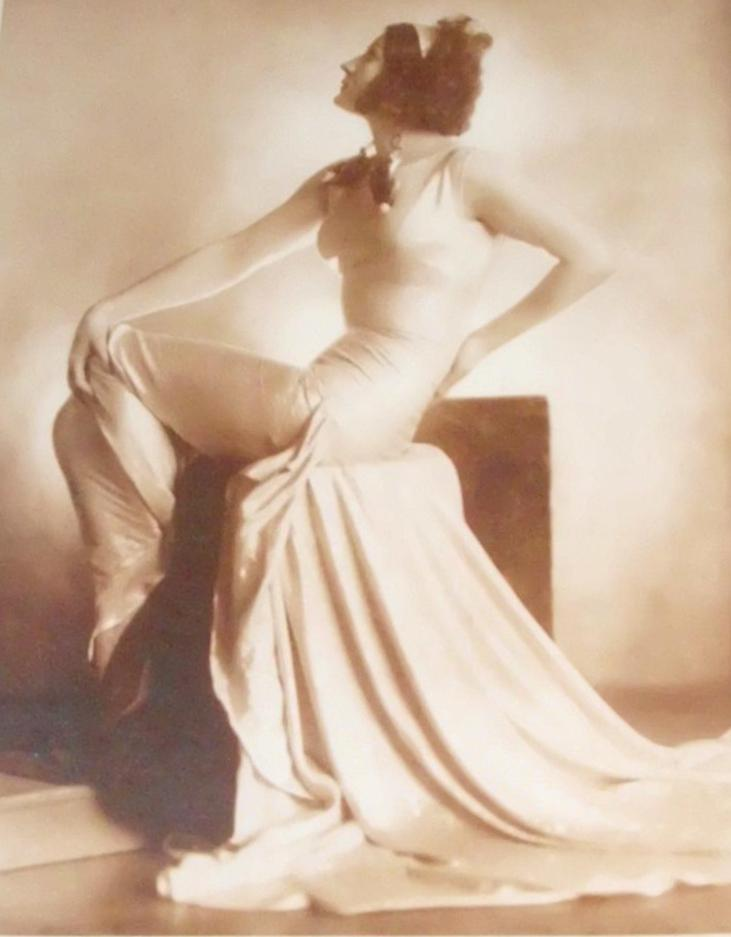
Nevenka Urbanova als Ms. Alvarez in This Thing Called Love von Edwin J. Burke (1928)

- Nevenka Urbanova (1909–2007), Schauspielerin
- Čedomir Bugarski (1943–1993), Handballspieler, Olympiasieger 1972
- Rudi Buttas (* 1955), deutscher Gitarrist
- Ferenc Fazekas (* 1958), serbischer Geistlicher, Bischof von Subotica
- Melinda Nadj Abonji (* 1968), Schweizer Schriftstellerin
- Boško Tomašević (* 1970), serbischer Dichter, Romanautor, Essayist und Literaturtheoretiker
- Dejan Perić (* 1970), ehemaliger serbischer Handballspieler
- Andor Deli (* 1977), ungarischer Politiker
- Vilmoš Zavarko (* 1988), Kegler

## Galerie

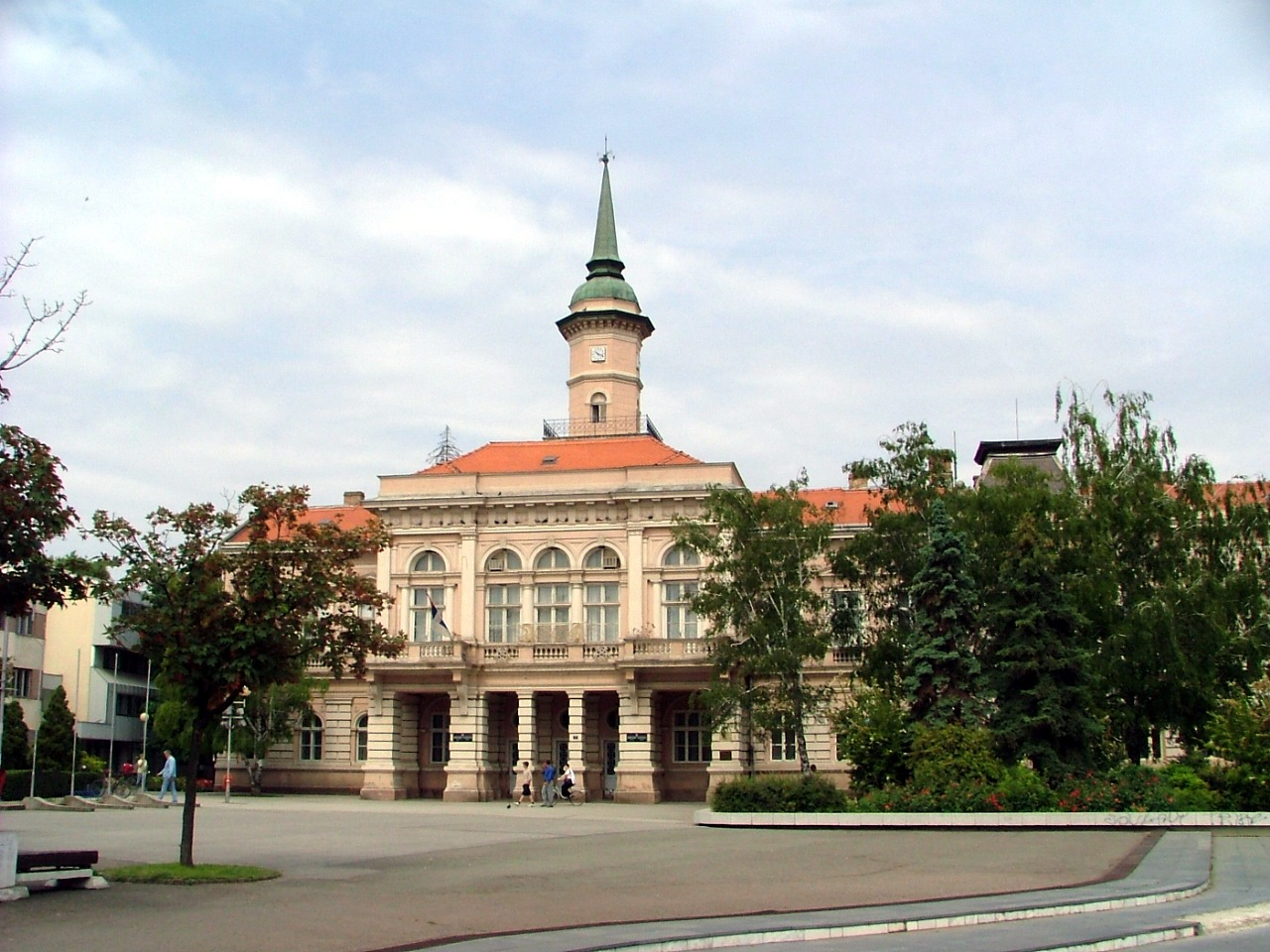
Rathaus von Bečej
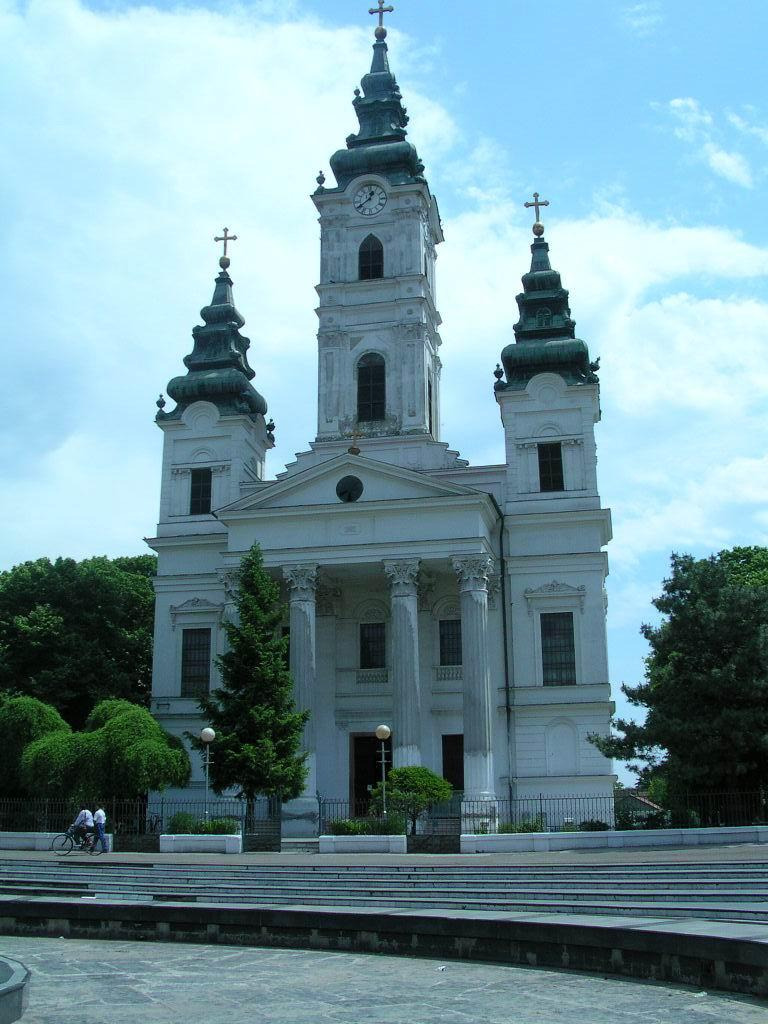
Serbisch-orthodoxe Kirche Hl Großmärtyrer Georg